# Francisco Masías
Juan Francisco Luis Masías Rodríguez, más conocido como Francisco Masías (Lima, 1835 - Ib. 16 de agosto de 1894) fue un pintor peruano. Artista bohemio, es uno de los representantes del neoacademicismo peruano. Autor de cuadros religiosos, retratos, bodegones y paisajes.

## Biografía
Nació en Lima, hijo de José María Masías Hurtado (natural de Cádiz) y de Petronila Margarita Rodríguez del Castillo (limeña). Su padre fue dueño de una famosa imprenta en Lima, la mayor de la ciudad hasta la fundación del diario El Comercio en 1839.  
Era todavía niño cuando se trasladó a Piura, en el norte del Perú. De retorno a su ciudad natal, estudió en la Academia de Pintura y Dibujo, que por entonces dirigía Ignacio Merino y a la que también asistía Francisco Laso.
En 1854 su padre lo envió a Europa para que completara su formación. Se estableció en París, donde fue alumno del célebre pintor Leon Cogniet, quien le inició en el retrato y la pintura histórica. Estuvo también en Italia, donde perfeccionó su técnica.

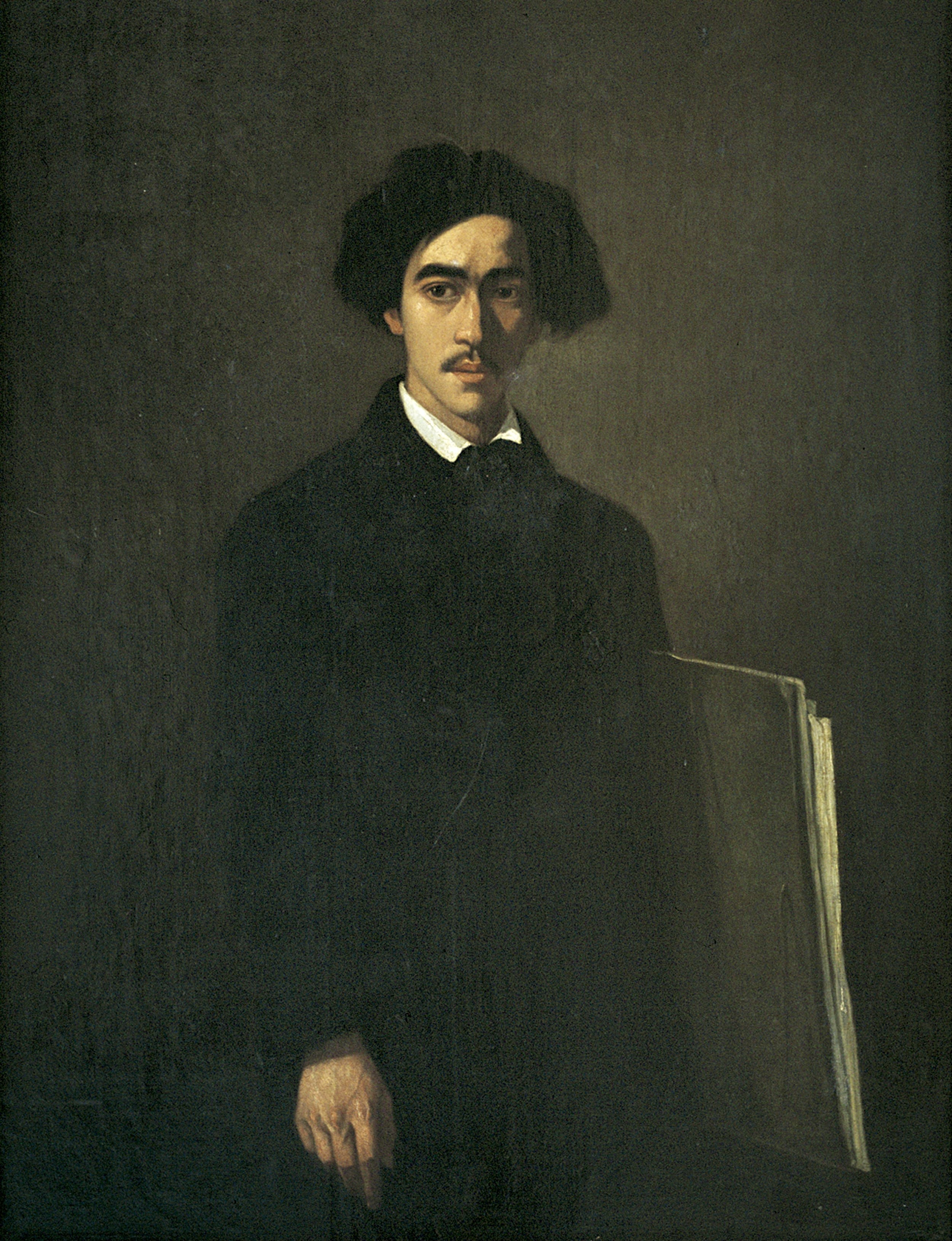
Retrato de Francisco Masías, por Ignacio Merino (1855).

En 1864 regresó al Perú y se dedicó a pintar retratos de la aristocracia limeña, así como a la enseñanza. En su taller dictó clases a jóvenes artistas como Juan Lepiani y José Effio. Pero cayó en la bohemia; y aunque continuó retratando hábilmente, desatendió la calidad de sus colores.
Propuso al gobierno la creación de una escuela estatal de arte, pero no recibió atención.

## Obras
Representante del neoacademicismo peruano (cuyos máximos exponentes son Daniel Hernández, Carlos Baca Flor, Luis Montero y Teófilo Castillo), su obra es muy escasa. Es autor de retratos, bodegones y paisajes. Destacan sus siguientes cuadros:
- Autorretrato
- Retrato de José Bernardo Alcedo
- La muerte de Atala
- El Señor de la Caña
- Naturaleza muerta
- Escena pastoril
- Paisaje con cascada
- Niña campesina